# تپه و قلعه حیدرآباد
تپه و قلعه حیدر آباد مربوط به دوران پیش از تاریخ ایران باستان تا دوران‌های تاریخی پس از اسلام است و در شهرستان کرج، روستای حسین‌آباد واقع شده و این اثر در تاریخ ۱۰ دی ۱۳۸۱ با شمارهٔ ثبت ۶۵۶۵ به‌عنوان یکی از آثار ملی ایران به ثبت رسیده است.